# Тоом, Леон Валентинович
Лео́н Валенти́нович То́ом (эст. Leon Toom; 13 января 1921, Солнечногорск, Московская область — 3 июня 1969, Москва) — советский переводчик художественной литературы, поэт, литературный критик. Адресат стихотворений Давида Самойлова, Юнны Мориц.

## Биография

### Ранние годы
Родился в 1921 году под Москвой, в Солнечногорске. Мать — эмигрантка из Эстонии, переводчица и критик Лидия Петровна Тоом (1890—1976) с детства привила Леону любовь к языку и литературе его предков. Отчимом был писатель и журналист Александр Бек, отношения с которым у Тоома, по свидетельству современника, «были непростые», но сохранились и после расставания матери с отчимом. Семья жила в центре Москвы. По свидетельству современника, дом был «подлинным эстонским культурным представительством в Москве. Почти все творческие люди, приезжавшие в ту пору в столицу или обучавшиеся в литературных, киношных или театральных заведениях, перебывали там».
В детстве, во время игры, Леон случайно ранил товарища из находившегося в доме друга ружья, рана оказалась смертельной. По мнению Давида Самойлова, происшедшее наложило отпечаток на жизнь и судьбу Тоома:

Возможно, что эхо невольной вины отозвалось в последнем акте его жизни. Была в нём какая-то особая рисковость, какая-то открытость вине и потребность искупить её физическим риском.
После окончания школы Тоом работал актёром в театральной студии А. А. Арбузова и В. Н. Плучека. В годы войны студия стала передвижным фронтовым театром, выездные спектакли давались в Средней Азии, Полярном, на северном и центральном фронтах.
В 1945 году Тоом был призван в действующую армию. Воевал в составе в Эстонского стрелкового корпуса. В ходе военных действий впервые оказался в Эстонии, с которой впоследствии связал свою профессиональную деятельность.

### Зрелые годы. Гибель
Один, Леон Тоом,

Пошёл бы ты со мною

Дорогою дневной

Или ночным путём.

Ты, сокрушитель стен,

Ниспровергатель окон,

Прозревший острым оком

Убожество систем!

<…>

Прощай, мой добрый друг!

Прощай, беспечный гений!

Из всех твоих умений

Остался дар разлук…
После войны поступил в Литературный институт имени А. М. Горького, окончил его в 1951 году. Самостоятельно выучил несколько иностранных языков — французский, польский и др. Занимался переводами на русский язык произведений эстонской классической и советской литературы. Переводил также французскую, немецкую, польскую, финскую, венгерскую, чешскую, словацкую, латышскую, литовскую, бельгийскую, итальянскую поэзию. Писал и собственные стихотворения, но публиковать их не планировал. В начале 1950-х годов был принят в Союз писателей.
Среди товарищей Тоома были Аркадий Белинков, Юрий Тимофеев, Эдуард Колмановский, Александр Каждан и др. Леон Тоом был адресатом стихотворений Давида Самойлова, Юнны Мориц. По свидетельствам современников, его отличали «благородство, прямота и бескорыстие», «глубокий ум», остроумие, «умение вставить веское слово в шумном споре, где всё перепуталось». Любил скоростную езду на автомобиле.
Давид Самойлов вспоминал:

Тогда была первая эпоха увлечения автомобилизмом. Помню Леона за рулем старенького «Москвича» — он был полон азарта, отрешён, словно готовый к прыжку, пригибался над баранкой, летел, ему важна была скорость, а не цель. Может быть, это наилучшая модель его состояния.
Леон Тоом погиб в 1969 году, выпав из окна своей квартиры. Обстоятельства гибели остались неизвестны.

Похоронен на Переделкинском кладбище.

## Литературная работа

### Переводы
За 20 лет литературной работы Тоомом были переведены с эстонского произведения свыше тридцати классических и современных ему советских авторов, с творчеством которых русскоязычный читатель познакомился по его переводам. Давид Самойлов назвал его «одним из зачинателей перевода эстонской поэзии на русский язык после войны».
Тоомом переведены очерки «Ледовая книга», «Японское море, декабрь» Ю. Смуула, романы «Камень на камне» и «Красные гвоздики» Й. Семпера, «Зелёное золото» О. Тооминга, «К своему солнцу» Ф. Тугласа, произведения Э. Вильде, Э. Мянника, Э. Крустена и др. В числе переводов с литовского и латышского — стихотворения Э. Межелайтиса, Ю. Марцинкявичюса, Д. Вааранди, П. Руммо и др.
Выступал также как составитель и редактор поэтических антологий, литературный критик.
По свидетельству Давида Самойлова,

При его [Л. Тоома] участии и под его руководством, формальным или неформальным, выходили первые книги эстонских поэтов на русском языке. Он был фактическим создателем первой переводной антологии эстонской поэзии, вышедшей в Большой серии «Библиотеки поэта». <…> Впервые можно было познакомиться с произведениями классиков дотоле неизвестной литературы.

### Стихотворения
При жизни Тоома его поэтические произведения не публиковались. Не предназначавшиеся автором для печати стихотворения были изданы в посмертных сборниках избранного в 1976 и 2002 годах. Подборки стихотворений публиковались в альманахе «День поэзии» (1971, 1989) и др., были включены в составленную Евгением Евтушенко антологию русской поэзии «Строфы века», вышедшую в 1999 году.
По оценке Давида Самойлова,

Стихи Тоома содержательны и своеобразны по манере, как содержателен и своеобразен их автор. В них не хватало какой-то последней волевой доводки, «устремлённости к читателю»… не хватало и предметности, вещественности образа, то есть восприятия мира не только в сфере интеллекта и эмоций, но ещё и всеми пятью чувствами…

## Оценки
Литературная работа Леона Тоома получила высокие оценки коллег-писателей и литературоведов. По оценкам Д. Самойлова и П. Горелика, Тоом был «мастером перевода» и «оставил заметный след в новейшей истории русско-эстонских культурных связей»:

…Леон переводил мастерски. Думаю, что у эстонской поэзии на русском языке не было переводчика такого уровня и масштаба ни до, ни после. Трудно переоценить вклад Леона Тоома в историю русско-эстонских культурных отношений.— Д. Самойлов
Переводчик, составитель антологии «Зарубежная поэзия в русских переводах: От Ломоносова до наших дней» Л. В. Гинзбург перечислял Тоома в ряду переводчиков, названных им «жрецами» и «служителями» «дружбы народов»:

Я знаю великолепные русские стихи, которые являются переводами… Эти стихи действительно обогатили каждого из нас — духовно, эстетически, нравственно, внесли серьёзный вклад в дружбу народов. Иных переводчиков я назвал бы жрецами, служителями этой дружбы, — кто так умеет слышать, видеть, понимать и любить <…> Эстонию — как Леон Тоом?
За перевод книги очерков Ю. Смуула «Японское море, декабрь» Леон Тоом был удостоен премии журнала «Дружба народов» (1968). Тоомовский перевод прозы Смуула Горелик охарактеризовал как блистательный, Самойлов назвал его блестящим.
Называя Тоома «благородным и преданным соперником» переводимых им поэтов Борис Слуцкий в предисловии к посмертному сборнику Тоома отмечал: «Кажется, сама судьба уготовила ему роль переводчика эстонской поэзии».
Литературовед Т. А. Жирмунская во вступительной заметке к посмертной публикации подборки стихов Тоома в альманахе «День поэзии» писала:

Он никогда не называл себя поэтом, но всегда оставался им — в работе, в жизни. Поэзии исполнены его лучшие переводы, особенно переводы с эстонского. <…> Поэзией продиктована его требовательность к литературе, которую он так прекрасно знал, к жизни, которую он так заразительно любил.
Лауреат Литературной премии Эстонской ССР имени Юхана Смуула (1972, посмертно за перевод «Südasuvel» П. Куусберга).

## Семья
- Жёны — Наталья Павловна Антокольская (1921—1981), художница, дочь поэта П. Г. Антокольского; Юнна Петровна Мориц, поэтесса[2][4][20].
- Дети — Андрей Леонович Тоом (1942—2022), кандидат физико-математических наук, профессор факультета статистики Федерального Университета в Пернамбуко (Бразилия), известный своим алгоритмом Тоома-Кука; Екатерина[2][4].

### Посмертные издания
Сборники:
- Тоом Л. Среди друзей : [сборник] = [Из эстонской классики; Из эстонских советских поэтов; Из поэтических тетрадей Леона Тоома] / Леон Тоом ; [авт. предисл. Б. Слуцкий]. — Таллин: Ээсти раамат, 1976. — 338 с. — 2000 экз.
- Тоом Л. Встреча с миром: Стихи. Избранные переводы / Леон Тоом. — М.: Грааль, 2002. — 112 с.

Журнальные публикации:
- Леон Тоом (1921—1969) // День поэзии : альманах. — М.: Сов. писатель, 1971. — С. 182.
- Леон Тоом, 1921—1969 // День поэзии : альманах. — М.: Сов. писатель, 1989. — С. 156—157.

### Переводы
- Эстонские поэты XIX века : [антология] / ред. пер. П. Г. Антокольского и Л. В. Тоома ; предисл. сост. и примеч. П. Руммо. — Л.: Сов. писатель, 1961. — 489 с. — (Библиотека поэта. Большая серия). — 10 000 экз.
- Койдула Л. Стихи / Лидия Койдула ; пер. Л. Тоома. — М.: ОГИЗ ; Гос. изд-во худож. лит., 1945.
- Тооминг О. Повести и рассказы / Освальд Тооминг ; пер. с эст. Л. Тоома. — М., 1950.
- Семпер Й. Красные гвоздики : роман / Йоганнес Семпер ; пер. с эст. Л. Тоома. — М.: Сов. писатель, 1956.
- Вильде Э. Собр. соч. : в 5 т. / Эдуард Вильде ; подгот. текста Л. Тоома. — М.: Известия, 1958. — (Библиотека классиков литератур народов СССР).
- Смуул Ю. Ледовая книга ; Японское море, декабрь : [Путевые дневники] / Юхан Смуул ; авториз. пер. с эст. Л. Тоома. — М.: Известия, 1967. — 440 с. — (Б-ка «Пятьдесят лет советского романа»).
- Ветемаа Э. Монумент. Маленькие романы / Энн Ветемаа ; пер. с эст. Л. Тоома. — М.: Известия, 1972. — 334 с. — (Библиотека «Дружбы народов»).
- Куусберг П. В разгаре лета : роман / Пауль Куусберг ; пер. с эст. Л. Тоома. — М.: Сов. писатель, 1978. — 736 с. — 200 000 экз.
- Смуул Ю. Мурка-моряк : повесть / Юхан Смуул ; пер. с эст. Л. Тоома. — Таллин: Ээсти раамат, 1986. — 93 с.

## Комментарии
1. ↑  Коллегами Тоома по Арбузовской студии были А. Галич и Л. Агранович[5].
2. ↑  Тоому приписывается разошедшаяся после XX съезда КПСС острота «поздний Реабилитанс»[9].
3. 1 2  Совместно с Л. П. Тоом.